# Botrytis cinerea
Espèce
Synonymes
Botryotinia fuckeliana (de Bary) Whetzel, 1945 (téléomorphe)
Botrytis cinerea est une espèce de champignons nécrotrophes de la famille des Sclerotiniaceae, de la division des Ascomycota.
Ce champignon phytopathogène est responsable de la pourriture grise, maladie cryptogamique qui sévit sur plusieurs cultures d’intérêt agronomique majeur comme la vigne, le tournesol, la tomate, la fraise mais aussi le chanvre en particulier médicinal. C'est un champignon également responsable de la pourriture noble qui permet d'obtenir certains vins liquoreux, comme le sauternes ou le tokay.
Le nom Botrytis cinerea désigne la forme asexuée (deutéromycète) du champignon. La forme sexuée (Ascomycète) peut être obtenue en conditions contrôlées en laboratoire mais n'a été que très rarement observée dans la nature ; elle s'appelle Botryotinia fuckeliana. Il est d'usage d'employer le nom de l'anamorphe Botrytis cinerea plutôt que celui du téléomorphe Botryotinia fuckeliana. Le nom définitif n'a pas encore été choisi par la communauté scientifique (Walker, 2013).

## Étymologie
Le terme botrytis a été forgé à partir du grec botrus ßοτρυς « grappe de raisin » et du suffixe néolatin -itis indiquant les maladies. L'épithète spécifique cinerea vient du latin  cĭnis, ĕris « cendre » en raison de la couleur cendrée des spores.
Un des pionniers de la mycologie, Christiaan Persoon, nomma et décrivit Botrytis cinerea en 1794 dans Observationes mycologicae, Usteri's Annal. d. Botan., 1:32 (puis en 1801 Synopsis methodica fungorum.
La forme sexuée Botryotinia fuckeliana (de Bary) Whetzel, de ce champignon, fut décrite par le mycologue Allemand Anton de Bary sous le nom de Peziza fuckelliana (1866), l'épithète spécifique faisant référence à un autre mycologue Fuckel.
Whetzel reclassa cette espèce dans le genre Botryotina en 1945.

## Hôtes parasités

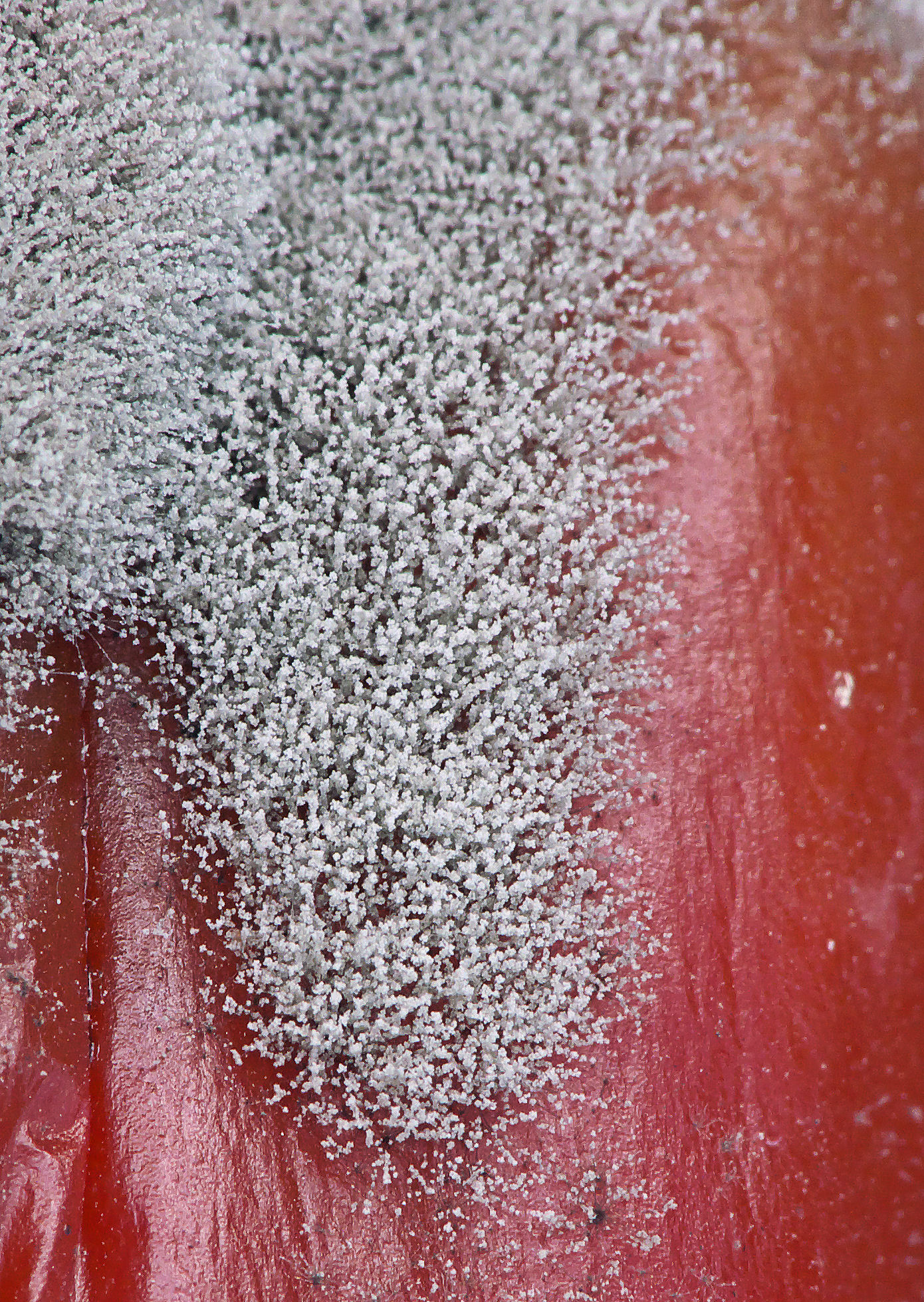
Pourriture grise sur Capsicum annuum.

Botrytis cinerea attaque au moins 270 espèces de plantes, sauvages, notamment des Rosacées, mais aussi nombre de plantes cultivées (Vitaceae, Solanaceae, Cucurbitaceae, Rosaceae et Fabaceae). La viticulture, le maraîchage, l'arboriculture et la floriculture sont concernés par la pourriture grise. Pour le maraîchage citons : tomate, framboise, fraise, haricot, concombre, salade... essentiellement des dicotylédones. Parmi les monocotylédones, les graminées sont considérées comme peu sensibles à la différence des bulbes (comme les oignons). Le botrytis affecte également diverses plantes à fleurs (roses, gerberas, pivoines, œillets, lis et chrysanthèmes), ou encore, le cannabis.
Botrytis cinerea est donc un champignon polyphage ne présentant pas a priori de spécificité d'hôte. Il peut se nourrir comme parasite, des tissus vivants de centaines de plantes sauvages et cultivées, mais ses capacités saprophytiques lui permettent en outre de survivre sur des débris végétaux tombés au sol.
Bien que la pourriture grise s’attaque préférentiellement aux fruits, tous les organes de la plante y sont potentiellement sensibles, et les symptômes sont variés : flétrissement des fleurs, taches foliaires, pourriture des racines, des tiges, ou des fruits. Les fleurs de la plupart des espèces florales peuvent être contaminées de manière latente.
La pourriture grise est une maladie cryptogamique capable donc d'affecter une multitude de plantes sauvages et cultivées en plein champ ou en serre, partout dans le monde.

## Variabilité génétique
Botrytis cinerea est connu pour avoir une grande diversité morphologique touchant aussi bien la couleur et l'allure du mycélium, ou la production de spores, que l'allure des sclérotes (agrégat de mycélium).
Les analyses moléculaires (RFLP) ont montré qu'il existait une grande diversité génétique. Une première étude des marqueurs génétiques de 356 isolats pris sur des vignes champenoises (Giraud et al., 1997) n'a pas révélé de différenciation entre des isolats pris sur différents organes, cépages ou lieux de prélèvement, mais a détecté de manière surprenante deux sous-populations sur la base de la présence ou de l'absence d'éléments transposables : le groupe transposa contient des éléments transposables (Boty et Flipper) que ne contient pas le groupe vacuma, suggérant que les deux groupes sont génétiquement isolés (formant un complexe d'espèces cryptiques). Bien que tous les deux soient présents sur les raisins du même lieu, on observe une diminution spectaculaire du pourcentage des vacuma de juin à octobre.
Le problème s'est alors posé de savoir s'il s'agissait de deux espèces très proches mais distinctes, présentes en un même lieu, sur les mêmes hôtes (spéciation sympatrique). Des travaux ultérieurs, utilisant d'autres marqueurs (gène Bc-hch, microsatellites etc.) ont montré qu'il existait bien deux espèces cryptiques mais que leur partition ne recouvrait pas la partition vacuma / transposa. Une nouvelle espèce, appelée d'abord « groupe I » puis Botrytis pseudocinerea a été caractérisée comme naturellement résistante au fongicide fenhexamide. La seconde espèce dite de « groupe II », nommée aussi Botrytis cinerea sensu stricto contient à la fois des souches vacuma et transposa. De manière surprenante, l'analyse phylogénétique a révélé que ces deux espèces ne sont pas des espèces sœurs puisque B. cinerea est plus proche de B. fabae que de B. pseudocinerea (groupe I). Pourtant sur le plan morphologique, il n'a pas été possible de trouver de différence entre les deux espèces (du moins pour les critères observés).
Botrytis cinerea est l'espèce dominante, la nouvelle espèce B. pseudocinerea est minoritaire (fréquence de moins de 10 %) et plus abondante au printemps. Ces deux espèces sont incapables de produire une descendance fertile entre elles. Il s'agit donc d'espèces cryptiques.

## Symptômes de la pourriture grise
B. cinerea est capable de coloniser les végétaux sains (parasitisme), les tissus déjà infectés (opportunisme), ou les tissus morts (saprophytisme). Ce champignon possède donc un caractère polyvalent pour l’hôte, le type d’organe infecté et le type de symptôme. La complexité des processus de pathogénie mis en œuvre chez B. cinerea est telle qu’elle recouvre pratiquement toute la palette des événements infectieux décrits chez les champignons parasites de plantes, ce qui fait de lui un excellent modèle d’étude du processus infectieux et pour l’identification des gènes impliqués dans la pathogénie.

### Attaques de la vigne

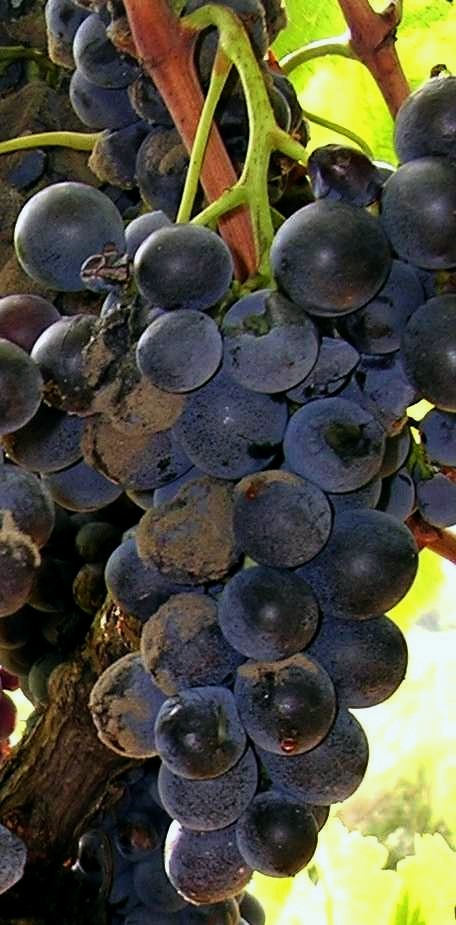
Grappe contaminée par B. cinerea

Botrytis cinerea peut attaquer presque tous les organes de la vigne cultivée.
Sur la vigne, Botrytis cinerea se manifeste par les symptômes suivants :
- Sur les feuilles : taches brunâtres à rougeâtres, ayant l'aspect de feuille brûlée, parfois couvert d'un feutrage grisâtre. L'attaque commence par le bord du limbe et envahit peu à peu toute la feuille qui prend alors l'aspect brûlé.
- Sur les inflorescences : l'attaque commence par une nécrose sur le pédoncule qui se développe en une pourriture humide, avec exsudation d'un liquide. C'est la pourriture pédonculaire qui peut provoquer la chute de la grappe.
- Sur les grains de raisin : les contaminations se font surtout après la véraison ; les grains brunissent et pourrissent en se recouvrant d'efflorescences grises. C'est la pourriture grise qui progresse d'un grain à l'autre, après la véraison. Les grappes botrytisées hébergent aussi d'autres champignons, comme des Penicillium spp., Aspergillus spp., Tricothecium roseum. Les grains de raisin de cépages blancs particuliers lorsqu'ils sont soumis à des conditions climatiques favorables peuvent présenter une pourriture noble. Les cépages favorables sont : sémillon, muscadelle, sauvignon, chenin, riesling, furmint.
- Sur les rameaux : les attaques sont plus rares et surviennent les années très pluvieuses à partir d'autres organes infectés. Les sarments présentent un feutrage de mycélium et une altération brune des tissus avant l'aoûtement, blanchissant plus tard. Des petites protubérances noires (sclérotes) apparaissent ensuite. Elles se placent dans les replis de l’écorce (sous forme de mycélium) et sont plus nombreuses à l’extrémité des sarments qu’à leur base[15].

### Attaque des tomates

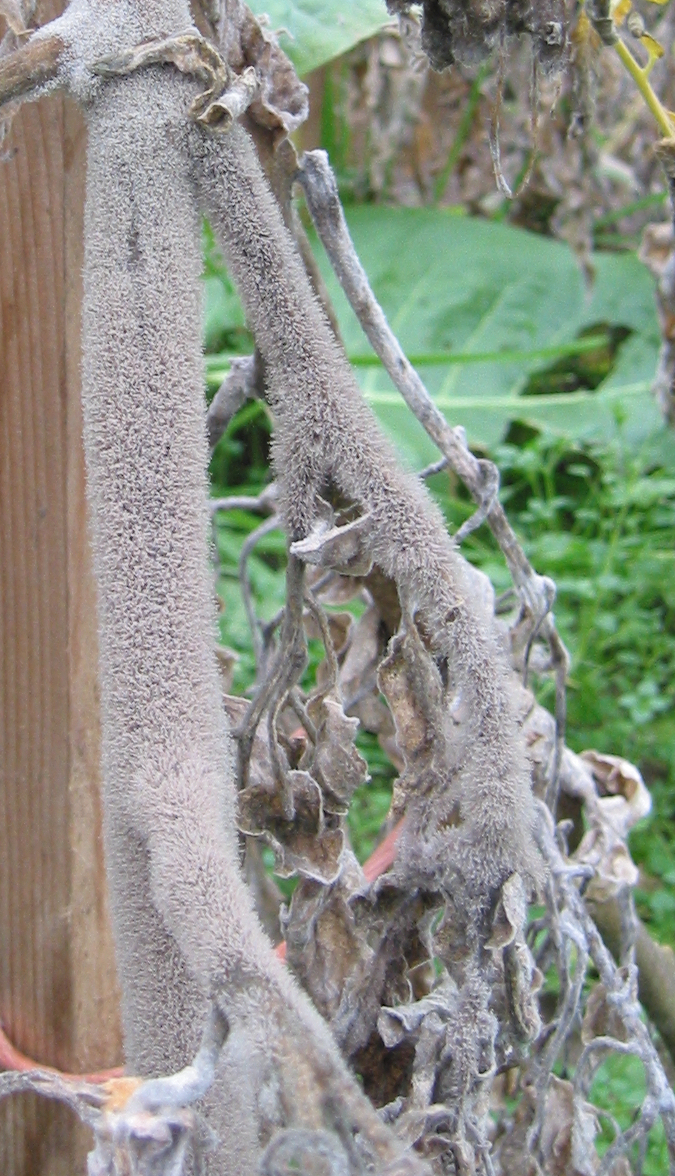
Tige de tomate attaquée par la pourriture grise

La culture des tomates en plein champ est concernée par la pourriture grise mais c'est surtout sous abri, dans un environnement confiné et humide, que les attaques sont les plus sévères. Les symptômes apparaissent :
- Sur les feuilles : les feuilles composées de 5 à 7 folioles commencent par présenter des taches humides, beigeâtres, parcheminées, de forme plus ou moins circulaire, avec des arabesques concentriques. Ces taches finissent par se dessécher et par donner lieu à une pourriture qui peut s'étendre à la feuille entière, gagner le pétiole puis la tige.
- Sur la tige : des chancres peuvent apparaître à la suite de lésions occasionnées par la taille et l'ébourgeonnage. Ces chancres sont de couleur beige à brune et finissent par s'étendre sur plusieurs centimètres et faire jaunir les feuilles de la partie distale.
- Les fleurs : ce sont les pétales sénescents qui sont particulièrement vulnérables. Une fois installé dans la fleur, Botrytis cinerea pourra provoquer ultérieurement une attaque du fruit.
- Les fruits verts : le symptôme est un mince anneau blanchâtre, de 2 à 10 mm de diamètre, entourant un point nécrotique central. Ces anneaux nommés « taches fantômes » deviennent jaunâtres sur les fruits mûrs.

## Cycle de vie asexué

### Interactions du champignon et de la vigne au cours des saisons

Schéma des deux cycles de vie de Botrytis cinerea

Le développement du Botrytis cinerea commence à partir de débris de plante laissés dans le champ. Pour la vigne, le champignon hiverne, sous forme d'agrégats irréguliers et coriaces d'hyphes, nommés sclérotes, fixés sur les bois d'hivernage et sous forme de mycélium enfouis sous les écorces.
Au printemps, avec l'élévation des températures, les sclérotes germent et produisent un mycélium capable de perforer la cuticule végétale de l'hôte. Le mycélium peut alors croître et produire des organes de fructification asexuée à ramifications arborescentes (ou conidiophores) portant des spores asexuées (ou conidies ou macroconidies). Il apparaît en surface un feutrage grisâtre d'environ 2 mm de long, formé de filaments mycéliens portant des conidiophores chargés de conidies. Celles-ci emportées par le vent ou la pluie, vont se poser sur d'autres tissus qu'elles contamineront éventuellement.
L'infection débute par la germination des conidies en présence d'eau et de substances nutritives trouvées sur des organes abîmés comme les débris d'organes floraux et parfois sur des feuilles. La contamination se propage ensuite aux baies. Avant la véraison, l'infection des baies reste latente, sans symptômes apparents, puis à partir de la véraison, le mycélium déjà présent commence à croître.
La contamination primaire se fait :
- de façon parasitaire, sur les tissus vivants et tendres (feuilles, inflorescences, jeunes pousses) ;
- de façon saprophyte, sur les tissus sénescents ou morts (capuchons floraux, des inflorescences) ;
- de façon passive, conidies asymptomatiques fixées sur les baies non réceptives (avant la véraison).

Les tissus vivants ou sénescents contaminés vont produire des conidiophores qui libèreront des conidies, à l'origine de contaminations secondaires. Les baies blessées (par les tempêtes, grêle, vers de grappe, chocs d'outils) peuvent être contaminées précocement, sinon elles ne deviennent sensibles qu'après la véraison lorsqu'elles se gonflent brusquement de sucres.
Les conditions climatiques favorables au développement de la pourriture grise sur la vigne sont une température comprise entre 15 et 20 °C et une humectation (présence d'un film d'eau) ou un taux d'humidité supérieur à 85 %.
Une pluviosité régulière est cependant moins favorable au champignon qu'un printemps et un début d'été secs suivis d'une période pluvieuse à partir de la véraison, car la sécheresse augmente les pertes de défenses naturelles de la vigne.

### Les formes asexuées du champignon
Les formes les plus apparentes de Botrytis cinerea dans les vignes, sont celles du mycélium et des sclérotes (avec ou sans leurs fructifications respectives) et des conidies, dans la succession : 
  sclérote → conidiophore → (macro)conidie → mycélium, décrite précédemment au cours du cycle asexué annuel.
1. sclérotes : petites pustules noires, formées par une masse mycélienne dense, enchâssées dans un cortex rigide mélanisé, visibles à l’œil nu, arrondies à ovoïdes, aplaties et mesurant de 2 à 5 mm de longueur, d'abord blanches puis brunissant. Les sclérotes apparaissent en automne à la surface des tissus infectés, lorsque les conditions deviennent défavorables au développement du mycélium. Ce sont les structures jouant le rôle principal dans la survie de l'espèce durant l'hiver, lorsque la vigne entre dans la phase de repos végétatif. Ils sont portés par les feuilles tombées au sol ou les sarments contaminés. Lorsque les conditions de température et d'humidité redeviennent favorables à la végétation, les sclérotes germent, pénètrent dans un tissu végétal, donnent un mycélium qui produit des conidiophores portant des macroconidies et plus rarement produit aussi des apothécies (fructifications sexuées).

Cycle asexué

2. conidiophores : arborescences érigées, gris brun, ramifiées à l'extrémité, de 5-22 µm diamètre, portant à l'extrémité de courts rameaux des macroconidies, aisément détachées par le vent. Les conidiophores sont produits par le mycélium ou les sclérotes germés. L'ensemble des conidiophores apparaît sous forme d'un feutrage grisâtre de 2 mm de long.
3. macroconidies : conidies obvoïdes, de 6-18 x 4-11 µm, multinucléés, hyalines à jaune-gris, donnant l'impression de gris lorsqu'elles sont accumulées en masse. Elles sont dispersées par le vent et la pluie, et sont retrouvées en général isolées sur les baies. Elles fournissent la source principale d'infection en assurant la fondation de nouvelles colonies.
4. le mycélium, constitué d'hyphes septées (cloisonnées), comportant des cloisons percées d'un pore central, délimitant des articles contenant plusieurs noyaux haploïdes. Il se nourrit aux dépens de l'hôte et le détruit à l'aide de diverses armes chimiques (voir plus loin). Les caractères multinucléé et hétérocaryotique du mycélium lui confère une très large variabilité génétique et donc la faculté de s'adapter rapidement aux conditions du milieu. Mais aussi l'aptitude de devenir résistant aux fongicides, utilisés fréquemment.
On observe aussi des chlamydospores, cellules hyalines, de formes et de tailles très variables, formées à l'extrémité ou au milieu d'une hyphe, lorsque le tissu de l'hôte est infecté. Elles sont libérées avec la désintégration de l'hyphe. Sous conditions d'humidité suffisante, les chlamydospores germent et pénètrent les tissus.

## Cycle de vie sexué
La téléomorphe, Botryotinia fuckeliana, est un champignon filamenteux, haploïde, hétérothallique, très rarement observé in natura (deux mentions sont citées : l'une en Suisse, l'autre en Nouvelle-Zélande). Toutefois le potentiel reproductif est toujours présent puisque tous les isolats peuvent être reproduits sexuellement en laboratoire (Faretra et als, 1988).
La forme sexuée se développe à partir des sclérotes et des microconidies par formation de fructifications (ou apothécies) brunâtres portant un grand nombre d'asques qui contiennent chacun 8 ascopores haploïdes.
La reproduction sexuée est supposée se produire en hiver. Elle résulte de la fusion entre d'une part, les spermaties (ou microconidies) produites par le mycélium, induite par les conditions hivernales et d'autre part les gamètes femelles, produites dans l' ascogone à l'intérieur des sclérotes. De la fusion naissent les fructifications (sporophores) du champignon, nommés apothécies. En laboratoire, la production des organes de reproduction sexuée (ou apothécies) et des ascospores produit une descendance entre 3 et 6 mois après la mise en contact des gamètes de souches de types sexuels opposés.

Cycle sexué

Coupe d'une partie supérieure d'apothécie

1. microconidies (spermaties) : gamètes mâles, uninuclés, globuleux de 2,5 - 3,0 µm, produit directement par des grappes de phialides qui émergent du mycélium ou par la germination de macroconidies.
2. ascogones : compartiments (gamétocystes) produits dans les sclérotes, contenant des noyaux haploïdes, se différenciant en gamètes femelles. L'ascogone se lie par un tube de conjugaison avec la spermatie qui envoie son noyau mâle à l'intérieur de celui-ci pour qu'il s'y multiplie et s'apparie avec les noyaux femelles. Lorsque les gamètes mâles et femelles sont issus de souches portant des allèles de types sexuels différents,, les paires de noyaux sont séquestrées dans l'hyphe ascogène, pour subir caryogamie et méiose. Chaque asque sera dérivée d'un seul noyau diploïde, hétérozygote et contiendra 4 paires d'ascospores haploïdes.
3. apothécies : ce sont des ascocarpes (fructification d'ascomycètes) assurant la reproduction sexuée, en forme de coupe ouverte portée par un pied (en trompette) et contenant les compartiments allongés (ou asques) qui renferment des (asco)spores et des filaments stériles (ou paraphyses). Les apothécies qui apparaissent au-dessus des ascogones, sont brunâtres, portées par une tige de 3-10 mm, émergeant de sclérotes. Bien que les apothécies soient extrêmement rarement observées dans la nature, on suppose qu'une reproduction sexuée régulière a lieu, comme le suggèrent des preuves indirectes .
4. asques : compartiments cylindriques, linéires, portés par une longue tige effilée, contenant 8 (asco)spores
5. ascospores : au nombre de 8 par asque, elles sont oblongues à elliptiques et mesurent 6-9 x 5-6 µm. Leur germination donne un mycélium.

## Pénétration et destruction des tissus végétaux
Une fois fixée sur le tissu de son hôte, la conidie germe lorsque les conditions sont favorables. Un taux d'humidité relative de plus de 93 % HR (ou la présence d'un film d'eau) et une température autour de 18-25 °C sont considérés comme optimaux. La conidie émet alors un tube germinatif qui se différencie rapidement en une cellule spécialisée, l´appressorium, qui va pénétrer dans les tissus de la plante hôte. Il peut traverser la cuticule mais sait aussi profiter d'une légère blessure  pour s'introduire. D'autres structures se présentant sous la forme d'appressoria multi-lobés (coussins d'infection) ont également été observées lors de l'infection.
Le champignon a plusieurs armes chimiques à sa disposition :
- des enzymes de haut poids moléculaire qui percent la paroi et la membrane cellulaire et conduisent à la décomposition (macération) des tissus[n 3]
- des toxines de bas poids moléculaires qui tuent les cellules de la plante au fur et à mesure de l'avance de l'hyphe dans les tissus. B. cinerea produit des métabolites sesquiterpéniques secondaires ayant un squelette de botryane (principalement du botrydial et du dihydrobotrydial et leurs dérivés) qui sont des facteurs de virulence importants.

Des dérivés réactifs de l'oxygène sont produits par la plante durant le processus d'infection. Il a été observé une corrélation positive entre le niveau de virulence de l'isolat de B. cinerea et la quantité de peroxyde d'hydrogène H2O2 produite. L'action des NADPH oxydase du champignon est également nécessaire au processus d'infection.
Une fois entré, le champignon détruit les cellules sous-jacentes. La nécrose qui s'ensuit, constitue la lésion primaire. À ce moment deux voies d'évolution sont possibles.
Parfois le mycélium entre en quiescence pendant une longue période durant laquelle aucun symptôme n'est apparent. Ainsi les fleurs de framboisier peuvent être infectées, sans qu'aucun effet pathogène ne s'établisse pendant plusieurs semaines. Mais au moment du murissement des fruits, la croissance du mycélium peut reprendre.
D'autres fois, il n'y a pas de phase de quiescence. Le mycélium  pénètre dans le tissu de la plante et continue à croître en détruisant son hôte. Rapidement le champignon sporule et envoie des spores au loin pour infecter des tissus sains. Sous des conditions optimums, le cycle peut se faire en 3 à 4 jours.
Le mode de progression de Botrytis cinerea dans les tissus de l'hôte est assez particulier : il détruit les cellules végétales au fur et à mesure et même au devant de sa progression. On le qualifie de nécrotrophe, en raison de cette faculté de détruire les tissus avant de les coloniser, de se nourrir de tissus morts et de pouvoir progresser parmi d'eux.

## Nuisibilité de la pourriture grise sur la vigne et le vin
Les attaques de pourriture grise peuvent entraîner des pertes de rendement importantes mais aussi affecter la qualité des moûts. Le champignon produit une polyphénoloxydase (détruisant les polyphénols), la laccase, responsable de la « casse oxydasique » des moûts et des vins, conduisant à une modification de la couleur, une dégradation des arômes, une diminution du degré alcoolique et une accumulation de glycérol, de glucanes et d'acide glucuronique. La laccase qui est résistante au SO2, au pH acide et ne peut être éliminée par débourbage est responsable de l'oxydation rapide des moûts (en particulier des polyphénols).
Le dosage de la laccase permet de caractériser l'activité du champignon.
Les glucanes produits par Botrytis cinerea, sont des polysaccharides de haut poids moléculaire qui rendent la clarification et la filtration des moûts ou des vins particulièrement difficiles.
Une fraction de raisins botrytisés peut nuire à la qualité de toute une cuve.
Le vin chargé de laccase prend une teinte brun chocolat pour les vins rouges ou une teinte jaune pour les vins blancs. Il prend un goût de vin cuit, moisi-terreux, et de madère.

## Lutte contre la pourriture grise

### Prophylaxie
Les attaques Botrytis cinerea sont favorisées par un mode de conduite de la vigne qui augmente sa vigueur. La maîtrise de la fertilisation azotée et l'aération des grappes par des éclaircissages et des rognages réguliers permettent de réduire les contaminations. De même, l'élévation de la hauteur des troncs ou l'enherbement (en provoquant une concurrence et en diminuant la vigueur) ont des effets positifs.
La sensibilité variétale est liée à la compacité de la grappe, la production de substances fongicides (les phytoaléxines stilbéniques), l'épaisseur de la cuticule, la précocité du stade de sensibilité de la baie.
| Sensibilité des cépages à B. cinerea (d'après Reynier) |                                                                                           |
| Sensibilité                                            | Nom                                                                                       |
| Très sensibles                                         | chardonnay, chenin, gewürztraminer, muscadelle, négrette, pinot gris, sauvignon           |
| Sensibles                                              | cabernet franc, cinsault, colombard, cot, gamay, grenache, merlot, pinot noir, ugni blanc |
| Moyennement sensibles                                  | cabernet sauvignon, carignan, chasselas, duras, marsanne, syrah, vermentuno               |
| Peu sensibles                                          | alphonse lavallée, muscat de Hambourg, petit manseng, petit verdot, tannat, viognier      |

### Traitements fongicides anti-botrytis
Les traitements fongicides ne doivent intervenir qu'en dernier recours et que si le risque de pourriture grise est moyen à fort.
| Fongicides anti-botrytis (d'après Reynier) |                                  |                                                                          |
| Fongicides polyvalents                     | Fongicides polyvalents           | phtalimides                                                              |
| Fongicides spécifiques                     | à actions préventive et curative | imides cycliques                                                         |
| Fongicides spécifiques                     | à action préventive              | pyriméthanil, fludioxonil, fluazinam, fenhexamide, boscalid, mépanipyrim |
| Fongicides biologiques                     | à base de Bacillus subtilis      | Serenade                                                                 |

Botrytis cinerea s'est adapté aux fongicides, benzimidazoles et dicarboximides.

## Pourriture noble
Dans les vignobles, ce type de pourriture peut être désiré, selon le climat, pour obtenir des vins plus liquoreux (sauternes, barsac, coteaux-du-layon, monbazillac, alsace sélection de grains nobles, Beerenauslese, Trockenbeerenauslese, Tokaji Aszú, etc.), on parle alors de pourriture noble. Le ou les phénomènes qui décident si la présence de botrytis cinerea va provoquer une pourriture grise ou bien une pourriture noble, sont encore mal connus.